# الخطط الصناعية لألمانيا ما بعد الحرب العالمية الثانية

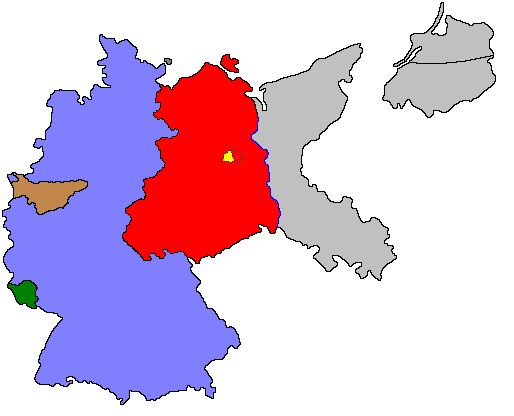
حدود ألمانيا ما بعد الحرب العالمية الثانية (1949). تظهر ألمانيا الغربية باللون الأزرق، وتظهر ألمانيا الشرقية باللون الأحمر، وتظهر محمية سار تحت السيطرة الاقتصادية الفرنسية باللون الأخضر. تظهر منطقة الرور، وهي المحرك الصناعي لألمانيا الغربية، باللون البني حيث كانت إلى حد ما تحت سيطرة الهيئة الدولية للرور. تظهر الأراضي الألمانية التي كانت قائمة قبل الحرب شرق خط أودر-نايسه باللون الرمادي، لأنها تم تخصيصها لبولندا أو ضمها الاتحاد السوفيتي. وشمل ذلك سيليزيا، ثاني أكبر مركز صناعي في ألمانيا بعد الرور. تظهر برلين الغربية باللون الأصفر.

كانت الخطط الصناعية لألمانيا عبارة عن وجهات نظر الحلفاء التي فرضوها على ألمانيا في أعقاب الحرب العالمية الثانية لتخفيض وإدارة القدرة الصناعية لألمانيا.

## خلفية
في مؤتمر بوتسدام (يوليو - أغسطس 1945)، مع سعي الولايات المتحدة إلى تنفيذ خطة مورغنثاو، التي وضعها هنري مورجينثاو جونيور، وزير الخزانة الأمريكي،  قرر الحلفاء المنتصرون حل القوات المسلحة الألمانية وكذلك جميع مصانع الذخائر والصناعات المدنية التي يمكن أن تدعمها. وشمل ذلك تدمير جميع قدرات تصنيع السفن والطائرات. علاوة على ذلك، قرر المنتصرون تقييد الصناعات المدنية التي قد تكون لها إمكانات عسكرية. تمت معايرة تقييد الأخير مع «احتياجات وقت السلم المعتمدة في ألمانيا»، والتي تم تحديدها على أساس المعيار الأوروبي المتوسط. من أجل تحقيق ذلك، تمت مراجعة كل نوع من أنواع الصناعات لاحقًا لمعرفة عدد المصانع الألمانية المطلوبة بموجب متطلبات الحد الأدنى من مستوى الصناعة.

## مستوى خطط الصناعة

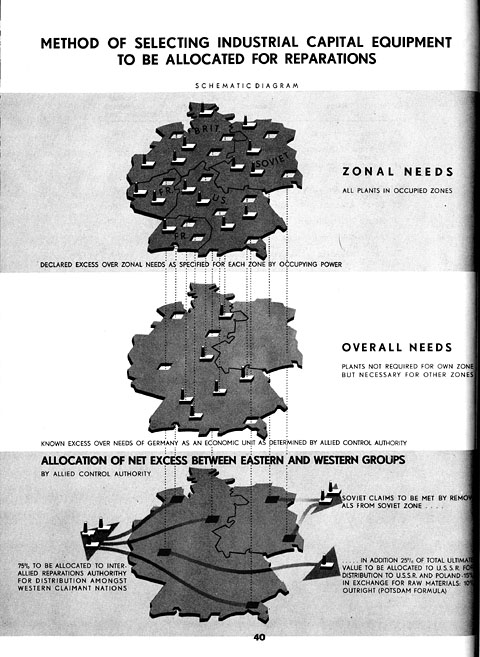
سياسة التخصيص للصناعات الثقيلة الألمانية "الفائضة".

ذكرت خطة «مستوى الصناعة» الأولى، الموقعة من قبل الحلفاء في 29 مارس 1946، أنه سيتم تخفيض الصناعة الثقيلة الألمانية إلى 50٪ من مستوياتها في عام 1938 من خلال تدمير 1500 مصنع صناعي مدرج. في يناير 1946، وضع مجلس مراقبة الحلفاء الأساس للاقتصاد الألماني المستقبلي من خلال وضع حد أقصى لقدرة إنتاج الصلب الألماني: تم تحديد الحد الأقصى المسموح به بحوالي 5,800,000 طن من الفولاذ سنويًا، أي ما يعادل 25٪ من مستوى الإنتاج قبل الحرب. جادلت المملكة المتحدة، التي يقع معظم إنتاج الصلب في منطقة احتلالها، بتخفيض أقل من 12 مليون طن من الصلب سنويًا، ولكن كان عليها أن تقدم إلى إرادة الولايات المتحدة وفرنسا والاتحاد السوفيتي (الذين جادلو على 3 ملايين طن). مصانع الصلب التي أصبحت زائدة عن الحاجة تم تفكيكها. كان من المفترض أن تنخفض ألمانيا إلى مستوى الحياة الذي عرفته في أوج الكساد العظيم (1932). تم ضبط إنتاج السيارات على 10٪ من مستويات ما قبل الحرب.

في 2 فبراير 1946، أبلغت رسالة من برلين: 
He explained that Germany’s future industrial and economic pattern was being drawn for a population of 66,500,000. On that basis, he said, the nation will need large imports of food and raw materials to maintain a minimum مستوى المعيشة.
 كانت صادرات الأخشاب من منطقة الاحتلال الأمريكي كبيرة جدا. اعترفت مصادر في حكومة الولايات المتحدة أن الغرض من هذا هو «التدمير النهائي للغابات الألمانية وتدمير البنية التحتية للغابات في حال الحرب». أدت إزالة الغابات على نطاق واسع بسبب قطع الأشجار إلى وضع «لا يمكن استبداله إلا بالتنمية الحرجية الطويلة على مدار قرن من الزمان». لاحظ EJ Bryce في مارس 1948 أنه «بالمعدل الحالي لإزالة الغابات، سيتم استنفاد موارد المنطقة البريطانية في غضون سنوات قليلة جدًا.» 
تبعت الخطة الأولى بعد ذلك عدد من الخطط الجديدة، آخرها تم توقيعه في عام 1949. بحلول عام 1950، وبعد الانتهاء الفعلي من خطط «مستوى الصناعة» التي خفت حدتها، تم إزالة المعدات من 706 مصانع في الغرب، كما تم تخفيض الطاقة الإنتاجية للفولاذ بمقدار 6,700,000 طن.

## الاعتدال في السياسة
ابتداءً من منتصف عام 1946 بدأت السياسة الأمريكية والبريطانية تجاه الاقتصاد الألماني في التغير، كما يتضح من خطاب بيرنز في خطاب إعادة صياغة السياسة بشأن ألمانيا  (المعروف أيضًا باسم «خطاب شتوتغارت» أو «خطاب الأمل»). وفقًا لدنيس ل. بارك وديفيد ر. غريس في تاريخ ألمانيا الغربية، أصبح ينظر لخطة مورغنثاو على أنها تسبب مشقة لا مبرر لها، وبالتالي تحول النهج، بمرور الوقت، إلى نهج مشجع للتوسع الاقتصادي الألماني. كجزء من هذا، تم رفع المستويات المسموح بها للقدرة الصناعية.

وفقًا لفلاديمير بتروف في النقود والفتوحات: عملات الاحتلال المتحالفة في الحرب العالمية الثانية، كان سبب التغيير في سياسة الاحتلال الأمريكي يعتمد بشكل حصري على الاعتبارات الاقتصادية. على الرغم من أن جزءًا كبيرًا من تكاليف الاحتلال قد تم فرضها على الاقتصاد الألماني، إلا أن الولايات المتحدة والمملكة المتحدة اضطرت بشكل متزايد إلى توفير واردات الأغذية لمنع المجاعة الجماعية. وفقًا لبعض المؤرخين، تخلت الحكومة الأمريكية عن خطة مورغنثاو كسياسة في سبتمبر 1946 مع خطاب وزير الخارجية جيمس ف. بيرنز «إعادة صياغة السياسة بشأن ألمانيا». جادل آخرون بأنه ينبغي منح الفضل للرئيس الأمريكي السابق هربرت هوفر الذي طالب في أحد تقاريره بشان ألمانيا في عام 1947 بتغيير سياسة الاحتلال، من بين أمور أخرى قائلًا: 
 هناك وهم بأن ألمانيا الجديدة بعد الضم يمكن تحويلها إلى «دولة رعوية». لا يمكن القيام بذلك إلا إذا قمنا بإبادة 25000.000 شخص أو إخراجهم منها. 
 المخاوف بشأن الانتعاش البطيء للاقتصاد الأوروبي (الذي كان مدفوعًا قبل الحرب من قبل القاعدة الصناعية الألمانية) والنفوذ السوفيتي المتزايد بين السكان الألمان المتاثرين بنقص الغذاء والبؤس الاقتصادي، تسبب في بدء هيئة الأركان المشتركة والجنرال كلاي ومارشال الضغط على إدارة ترومان لتغيير السياسة. كلف الجنرال كلاي العديد من الخبراء لدراسة التغييرات اللازمة في الاقتصاد الألماني  وذكر 
 لا يوجد خيار بين أن تكون شيوعيا على 1500 سعرة حرارية في اليوم ومؤمن بالديمقراطية على ألف. 
 في يوليو 1947، ألغى الرئيس هاري إس. ترومان «لأسباب تتعلق بالأمن القومي»  الأمر التوجيهي للاحتلال JCS 1067، الذي وجه قوات الاحتلال الأمريكية في ألمانيا إلى «عدم اتخاذ أي خطوات نحو إعادة التأهيل الاقتصادي لألمانيا [أو ] مصممة للحفاظ على أو تعزيز الاقتصاد الألماني.» تم استبدالها بـ JCS 1779، والتي أشارت بدلاً من ذلك إلى أن «أوروبا المنتظمة والمزدهرة تتطلب المساهمات الاقتصادية لألمانيا المستقرة والمنتجة.»  ومع ذلك، احتاج الجنرال كلاي لأكثر من شهرين للتغلب على المقاومة المستمرة بين موظفيه للتوجيه الجديد، ولكن في 10 يوليو 1947، تمت الموافقة عليه أخيرًا في اجتماع SWNCC. النسخة النهائية للوثيقة «تم تطهيرها من أهم عناصر خطة مورغنثاو».
وبالتالي تم تحسين القيود المفروضة على إنتاج الصناعة الثقيلة الألمانية جزئيًا، حيث تم رفع مستويات إنتاج الصلب المسموح بها من 25٪ مما قبل الحرب  إلى حد جديد تم وضعه عند 50٪ من سعة ما قبل الحرب.

## العواقب الاقتصادية

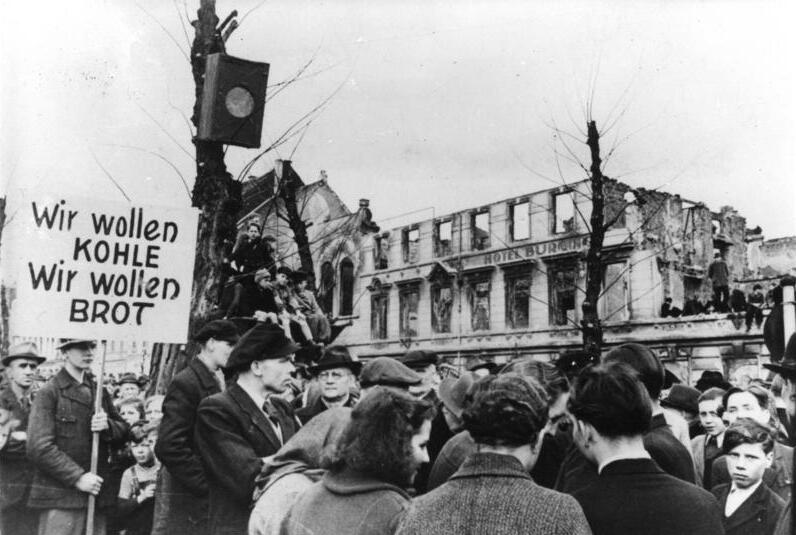
في شتاء عام 1947 ، احتج الآلاف على الوضع الغذائي الكارثي (31 مارس 1947).

إن انخفاض إنتاج الصلب الذي نتج عن المستوى الأول والثاني من خطط الصناعة يعني الوصول لعنق الزجاجة في إنتاج الصلب أعقب ذلك الأمر الذي أجبر أجزاء أخرى من الصناعة الألمانية على الانخفاض إلى ما دون مستويات الإنتاج المسموح بها. أخيرًا، وصل اقتصاد منطقة بيزون إلى الحضيض في وقت مبكر من عام 1948 كنتيجة لذلك.
ومما يضاعف من مشاكل صناعة الصلب وآثارها على الاقتصاد الألماني ككل الحظر المفروض على استيراد خام الحديد السويدي عالي الجودة. حتى تم رفع ذلك في عام 1948، كان على مصانع الصلب الألمانية الاعتماد على الخامات المحلية منخفضة الجودة والتي تتطلب تقريبًا ضعف كمية الفحم اللازم معالجتها. علاوة على ذلك، اضطر الألمان أيضًا إلى بيع الصلب بأسعار الحرب حتى 1 أبريل 1948، مما يعني خسائر كبيرة لهذه الصناعة. بالإضافة إلى ذلك، ساهمت محاولات «إلغاء تجزئة» صناعة الصلب الألمانية أيضًا في انخفاض الإنتاج.
حدد مجلس مراقبة الحلفاء سعر الفحم الألماني بمقدار نصف تكلفة إنتاجه. من مايو 1945 حتى سبتمبر 1947، صدرت الولايات المتحدة والمملكة المتحدة وفرنسا الفحم الألماني مقابل 10.50 دولار للطن، في حين حام السعر العالمي ما بين 25 إلى 30 دولارًا للطن. خلال هذه الفترة، أخذ الحلفاء ما يقرب من 200.000.000 دولار من الاقتصاد الألماني من هذا المصدر وحده. في سبتمبر 1947، تم رفع سعر التصدير لكنه ظل محددًا بسعر 5 إلى 7 دولارات أقل من أسعار السوق العالمية.
في ألمانيا كان نقص الغذاء مشكلة حادة. وفقًا لإدارة الأمم المتحدة للإغاثة والتأهيل في الفترة 1946-1947، كان متوسط سعر الكيلوري في اليوم يقدر بـ 1080،  والتي حسب آلان س ميلوارد كانت كمية غير كافية للحفاظ على الصحة على المدى الطويل. تشير مصادر أخرى إلى أن تناول سعر حراري في تلك السنوات يتراوح بين 1000 و 1500. أبلغ وليام كلايتون واشنطن أن «ملايين الناس يتضورون جوعا ببطء».
تلقت ألمانيا العديد من العروض من دول أوروبا الغربية للمتجارة بالمواد الغذائية للفحم والصلب التي تمس الحاجة إليها. لم يستطع الإيطاليون ولا الهولنديون بيع الخضروات التي كانوا بيعوها من قبل في ألمانيا، ونتيجة لذلك كان على الهولنديين تدمير نسب كبيرة من محاصيلهم. عرضت الدنمارك 150 طنا من شحم الخنزير في الشهر؛ عرضت تركيا البندق. عرضت النرويج الأسماك وزيت السمك. عرضت السويد كميات كبيرة من الدهون. ومع ذلك، لم يسمح الحلفاء للألمان بالتجارة.
سمح ميثاق الأمم المتحدة لها بالعمل في ألمانيا لمساعدة النازحين غير الالمان، لكنه لم يسمح لها بمساعدة الألمان نفسهم. في عام 1948، بعد ثلاث سنوات من الاحتلال، بلغ إجمالي الإنفاق الأمريكي والبريطاني على مواد الإغاثة في ألمانيا من خلال GARIOA وغيرها من الوسائل ما يقرب من 1.5 مليار دولار (الألمان من دفع التكاليف). ومع ذلك، وفقًا لنيكولاس بالابكينز، كانت الحصص الغذائية الألمانية ناقصة وبقيت أقل بكثير من مستويات التغذية الموصى بها. واعترف المسؤولون في السلطة بأن الحصص الموزعة «تمثل مستوى مجاعة سريع إلى حد ما». (انظر أيضًا السياسة الغذائية الأمريكية في ألمانيا المحتلة).

## الجبر والاستغلال
صادر الحلفاء كميات كبيرة من الملكيات الفكرية الألمانية (براءات الاختراع وحقوق التأليف والنشر، وكذلك العلامات التجارية). ابتداءً من الاستسلام الألماني واستمراره خلال العامين المقبلين، تابعت الولايات المتحدة برنامجًا قويًا لجني كل المعرفة التكنولوجية والعلمية وكذلك جميع براءات الاختراع في ألمانيا. توصل جون جيمبل إلى استنتاج، في كتابه «تكنولوجيا العلوم والتعويضات: الاستغلال والنهب في ألمانيا ما بعد الحرب»، بأن «التعويضات الفكرية» التي اتخذتها الولايات المتحدة (والمملكة المتحدة) بلغت حوالي 10 مليارات دولار. (مقارنةً بإجمالي الناتج المحلي الأمريكي لعام 1948 والذي بلغ 258 مليار دولار ومجموع نفقات خطة مارشال (1948-1952) البالغة 13 مليار دولار، تلقت ألمانيا منها مليار دولار كقروض و400 مليون دولار كمنح). شجعت سلطات الاحتلال المنافسين الأمريكيين للشركات الألمانية على الوصول إلى جميع السجلات والمرافق. في عام 1947 صرح مدير مكتب الخدمات الفنية بوزارة التجارة الأمريكية قبل المؤتمر: «المبرر الأساسي لهذا النشاط هو أننا انتصرنا في الحرب ولم يفشل الألمان. إذا كان الألمان قد ربحوا الحرب، فسيكونون هنا في شينيكتادي وشيكاغو وديترويت وبيتسبيرغ، ويفعلون نفس الأشياء.» ذكر تقرير ألماني صدر في 1 مايو 1949، أن العديد من رواد الأعمال يفضلون عدم إجراء الأبحاث بموجب اللوائح الحالية (قانون مجلس مراقبة الحلفاء رقم 25) خوفًا من البحث الذي يربح منافسيهم بشكل مباشر. يشترط القانون تقديم تقارير مفصلة إلى الحلفاء عن جميع نتائج البحوث.
شملت براءات الاختراع والرسومات والمعدات الفيزيائية المتخذة في ألمانيا أشياء (أو رسومات) مثل المجاهر الإلكترونية ومستحضرات التجميل وآلات النسيج ومسجلات الأشرطة والمبيدات الحشرية وآلة تغليف الشوكولاته الفريدة وآلة صنع الزبدة وآلة رش الأسمدة، طاحونة تزلج على الجليد، آلات منديل الورق، «وغيرها من التقنيات   - تقريبا كل منها إما جديدة على الصناعة الأمريكية أو» أعلى بكثير«إلى أي شيء استخدم في الولايات المتحدة».
أخذ البريطانيون أسرارًا تجارية أيضًا، عن طريق اختطاف العلماء والفنيين الألمان، أو ببساطة عن طريق اعتقال بالأقامة الجبرية رجال الأعمال الألمان إذا رفضوا الكشف عن الأسرار التجارية.

صرح كونراد أديناور: 
 وفقًا لبيان أدلى به خبير أمريكي، فإن براءات الاختراع التي كانت مملوكة سابقًا لإي غه فاربن قد أعطت صناعة الكيماويات الأمريكية تقدمًا لا يقل عن 10 سنوات. الأضرار التي لحقت بالاقتصاد الألماني هائلة ولا يمكن تقييمها بالأرقام. من المؤسف للغاية أن الاختراعات الألمانية الجديدة لا يمكن حمايتها أيضًا، لأن ألمانيا ليست عضوًا في اتحاد براءات الاختراع. أعلنت بريطانيا أنها ستحترم الاختراعات الألمانية بغض النظر عما قد تقوله معاهدة السلام. لكن أمريكا رفضت إصدار مثل هذا الإعلان. المخترعون الألمان ليسوا في وضع يسمح لهم باستغلال اختراعاتهم الخاصة. هذا يضع عبئا كبيرا على التنمية الاقتصادية الألمانية. 
 كانت الممتلكات التي تم الاستيلاء عليها في ألمانيا دون اعتبار لقواعد اتفاقية لاهاي، التي تحظر الاستيلاء على الممتلكات الخاصة للعدو «ما لم تكن عرضة للاستخدام العسكري المباشر»،  ولكن هناك حجج قانونية تفيد بأن احتلال الحلفاء لألمانيا كان غير ملتزم باتفاقيات لاهاي، لأنه إذا لم تعد الدولة الألمانية موجودة (انظر فتح)، والاتفاقية تنطبق فقط على احتلال الأراضي التابعة لإحدى الدول المتعاقدة، فإنها لا تغطي أراضي ألمانيا بعد الحرب. غير أن الوضع القانوني لألمانيا تحت الاحتلال غير واضح، خاصة وأن Debellatio عمومًا ينطوي على حل وضم كامل للدولة المهزومة، وهو ما لم يحدث بالفعل وفي إعلان برلين (1945) تم نفيها بشكل قاطع أنه تم ضم ألمانيا. ومع ذلك، تم ضم الربع الشرقي من ألمانيا فيما بعد وطرد سكانها الألمان).

## خطة مارشال
في نهاية المطاف بعد أن أصبح الحلفاء الغربيون يشعرون بالقلق من تدهور الوضع الاقتصادي في «مناطقهم»؛ تم توسيع خطة مارشال الأمريكية للمساعدة الاقتصادية لأوروبا لتشمل ألمانيا الغربية في عام 1948، وقد أدخل إصلاح العملة، والذي كان محظورًا بموجب توجيه الاحتلال JCS 1067، وأصدر المارك الألماني ووقف التضخم المتفشي.

## الرور
تم فرض اتفاقية الرور على الألمان كشرط للسماح لهم بإنشاء جمهورية ألمانيا الاتحادية. من خلال التحكم في إنتاج وتوزيع الفحم والصلب (أي مقدار الفحم والصلب الذي سيحصل عليه الألمان أنفسهم)، فإن الهيئة الدولية للرور في الواقع تسيطر على الاقتصاد الألماني الغربي بأسره، مما أثار جزعًا شديدًا للألمان.

## سار
بإذن من الولايات المتحدة، كما هو موضح في خطاب شتوتغارت، وسعت فرنسا حدود سارلاند، يعد أكبر مصدر للفحم في ألمانيا في الرور، بإضافة أجزاء من راينلاند ومن ثم فصلتها كمحمية في عام 1947. تم دمج المنطقة في الاقتصاد الفرنسي، وعلى الرغم من الاستقلال السياسي من الناحية الاسمية، فقد تم تحديد سياساتها الأمنية والخارجية في باريس، والتي احتفظت أيضًا بمفوض سام يتمتع بسلطات واسعة النطاق في المحمية.

## الاتحاد السوفيتي
وفقا للاتفاقيات مع الاتحاد السوفياتي لشحن المنشآت الصناعية الألمانية المفككة من الغرب التي بدأت في 31 مارس 1946. بحلول أغسطس 1947، تم شحن 11100 طن من المعدات شرقًا كتعويضات للاتحاد السوفيتي.
بموجب شروط الاتفاقية، سوف يقوم الاتحاد السوفيتي في المقابل بشحن المواد الخام مثل الغذاء والأخشاب إلى المناطق الغربية. في ضوء الفشل السوفيتي في القيام بذلك، أوقفت الولايات المتحدة الشحنات شرقًا مؤقتًا (على الرغم من عدم استئنافها مطلقًا). ومع ذلك، فقد تبين لاحقًا أنه على الرغم من أن وقف الشحنات كان يستخدم لأسباب الدعاية للحرب الباردة، فإن السبب الرئيسي لوقف الشحنات شرقًا لم يكن سلوك الاتحاد السوفياتي بل السلوك التراجعي لفرنسا.
وشمل ما تم تفكيكه وشحنه إلى الاتحاد السوفياتي معدات Kugelfischer في شفاينفورت، ومصنع لمحركات الطائرات دايملر بنز في Obrigheim، وأحواض بناء السفن والآلات الألمانية في بريمن، وGendorf.

## نهاية التفكيك
استمر تفكيك الصناعة الألمانية، وفي عام 1949 كتب كونراد أديناور إلى الحلفاء مطالبا بإنهائه، مشيرًا إلى التناقض الكامن بين تشجيع النمو الصناعي وتفكيك المصانع، وكذلك عدم شعبية هذه السياسة. (انظر أيضًا رسالة أديناور الأصلية إلى شومان، رسالة إرنست بيفنز إلى روبرت شومان يحث فيها على إعادة النظر في سياسة التفكيك. كان دعم التفكيك في هذا الوقت يأتي في الغالب من الفرنسيين، وخفض اتفاق بيترسبرغ في نوفمبر 1949 المستويات بشكل كبير، على الرغم من استمرار تفكيك المصانع الصغيرة حتى عام 1951.
في عام 1951 وافقت ألمانيا الغربية على الانضمام إلى الجماعة الأوروبية للفحم والصلب (ECSC) في العام التالي. وهذا يعني أن بعض القيود الاقتصادية المفروضة على الطاقة الإنتاجية وعلى الإنتاج الفعلي التي فرضتها السلطة الدولية للرور قد تم رفعها، وأن دورها قد تم تنفيذه من قبل ECSC.
تم رفع القيود النهائية على المستويات الصناعية الألمانية بعد دخول الجماعة الأوروبية للفحم والصلب حيز التنفيذ في عام 1952، رغم أن تصنيع الأسلحة ظل محظورًا. استمرت أيضًا جهود الحلفاء «للتركيز وإعادة تنظيم» صناعة الفحم والحديد والصلب الألمانية.
على الرغم من أن تفكيك صناعة ألمانيا الغربية قد انتهى في عام 1951، إلا أن «نزع السلاح الصناعي» ظل قائماً على القيود المفروضة على الإنتاج الفعلي للصلب الألماني، والقدرة الإنتاجية، فضلاً عن القيود المفروضة على الصناعات الرئيسية. تم رفع جميع القيود المتبقية فقط عندما انتهى احتلال الحلفاء لألمانيا الغربية في 5 مايو 1955. وفقًا لفريدريك هـ. جارو، مشيرًا إلى أنه على الرغم من أن السياسة الأمريكية قد تغيرت قبل ذلك بكثير؛ «حدث آخر فيلم درامي مورغينثاو في ذلك التاريخ (5 مايو 1955) أو عندما عادت سار إلى ألمانيا (1 يناير 1957).» 
يخلص فلاديمير بتروف إلى أن الحلفاء «أرجأوا لعدة سنوات إعادة البناء الاقتصادي للقارة المبتلاة، وهي عملية إعادة بناء كلفت الولايات المتحدة مليارات الدولارات.»  (انظر خطة مارشال)